# Andes (Town, New York)
Andes ist eine Town im Delaware County des US-Bundesstaates New York. Das U.S. Census Bureau hat bei der Volkszählung 2020 eine Einwohnerzahl von 1.114 ermittelt.
Zur Town of Andes gehört ein gleichnamiger Weiler.
Die im Westen der Town liegende Jackson-Aitken Farm wurde 2003 in das National Register of Historic Places aufgenommen.

## Geschichte
Die Besiedlung durch weiße Siedler begann 1784. Die Town wurde 1819 gegründet aus Teilen der Town of Middletown.  Der Großteil des Delaware County einschließlich von Andes wurde Bestandteil des Hardenbergh Patent, ein Gutsbesitz, der Mitgliedern der Familie Livingston gehörte.
In 1845 kam es zum sogenannten Anti-Rent War, als teils als Indianer verkleidete Protestler Under-Sheriff Osman Steele erschossen, als er und seine Stellvertreter versuchten, im Auftrag des Gutsherrn fällige Mieten im Gesamtwert von etwa $64 einzutreiben. Hunderte wurden verhaftet und zwei wurden zum Tod verurteilt, allerdings wurden die Urteile später umgewandelt.
Das zur Town gehörende Village of Andes, das seit 1861 inkorpiert war, wurde aufgrund der Abstimmung der Wähler vom 3. Juni 2002 zum 31. Dezember 2003 aufgelöst.

## Geographie
Andes liegt im Südosten des Delaware Countys am westlichen Rand der Catskill Mountains, teilweise im Catskill Park; die südliche Stadtgrenze ist die Grenze zum Ulster County.
Nach den Angaben des United States Census Bureaus hat die Town eine Gesamtfläche von 291,8 km², wovon 281,3 km² auf Land und 9,6 km² (oder 3,29 %) auf Gewässer entfallen. Das Pepacton Reservoir, das den East Branch Delaware River aufstaut, verläuft durch den südlich zentralen Teil der Town.
In Andes liegen außerdem:
- Andes – das frühere Village of Andes liegt an der New York State Route 28 im nördlichen Teil der Town.
- Union Grove – eine frühere Siedlung, die bei Aufstauung des Sees überflutet wurde

Das Klima der Region zeichnet sich durch große Temperaturunterschiede aus, mit warmen bis heißen und häufig feuchten Sommern sowie kalten bis sehr kalten Wintern. Dies entspricht nach der Klimaklassifikation nach Köppen und Geiger einem feuchten Kontinentalklima (auf Klimakarten abgekürzt als Dfb).

## Demographie
Zum Zeitpunkt des United States Census 2000 bewohnten Andes 1536 Personen. Die Bevölkerungsdichte betrug 4,8 Personen pro km². Es gab 1326 Wohneinheiten, durchschnittlich 4,7 pro km². Die Bevölkerung in Andes bestand zu 96,90 % aus Weißen, 0,44 % Schwarzen oder African American, 0,29 % Native American, 0,59 % Asian, 0 % Pacific Islander, 1,03 % gaben an, anderen Rassen anzugehören und 0,74 % nannten zwei oder mehr Rassen. 1,92 % der Bevölkerung erklärten, Hispanos oder Latinos jeglicher Rasse zu sein.
Die Bewohner Andess verteilten sich auf 604 Haushalte, von denen in 20,4 % Kinder unter 18 Jahren lebten. 53,3 % der Haushalte stellten Verheiratete, 5,5 % hatten einen weiblichen Haushaltsvorstand ohne Ehemann und 36,8 % bildeten keine Familien. 31,8 % der Haushalte bestanden aus Einzelpersonen und in 14,6 % aller Haushalte lebte jemand im Alter von 65 Jahren oder mehr alleine. Die durchschnittliche Haushaltsgröße betrug 2,25 und die durchschnittliche Familiengröße 2,77 Personen.
Die Bevölkerung verteilte sich auf 18,4 % Minderjährige, 6,3 % 18–24-Jährige, 21,4 % 25–44-Jährige, 32,4 % 45–64-Jährige und 21,6 % im Alter von 65 Jahren oder mehr. Der Median des Alters betrug 4 Jahre. Auf jeweils 100 Frauen entfielen 104,8 Männer. Bei den über 18-Jährigen entfielen auf 100 Frauen 107,7 Männer.
Das mittlere Haushaltseinkommen in Andes betrug 35.119 US-Dollar und das mittlere Familieneinkommen erreichte die Höhe von 39.474 US-Dollar. Das Durchschnittseinkommen der Männer betrug 28.074 US-Dollar, gegenüber 22.847 US-Dollar bei den Frauen. Das Pro-Kopf-Einkommen belief sich auf 20.650 US-Dollar. 9,4 % der Bevölkerung und 6,1 % der Familien hatten ein Einkommen unterhalb der Armutsgrenze, davon waren 14,4 % der Minderjährigen und 6,8 % der Altersgruppe 65 Jahre und mehr betroffen.

## Prominente Bewohner
Die Schauspielerin Susan Dey wohnt seit 2007 in Andes.